# Liste du patrimoine immobilier classé de Neufchâteau
Cette page regroupe l'ensemble du patrimoine immobilier classé de la ville belge de Neufchâteau.
| Objet                             | Année de construction / Architecte | Adresse          | Section communale | Coordonnées                      | Numéro d’inventaire | Illustration              |
| --------------------------------- | ---------------------------------- | ---------------- | ----------------- | -------------------------------- | ------------------- | ------------------------- |
| Tour Griffon                      |                                    | Place du Château |                   | 49° 50′ 18″ nord, 5° 26′ 02″ est | 84043-CLT-0001-01   | Tour Griffon              |
| Immeuble sis Rue Respelle, n° 19  |                                    | Rue Respelle, 19 |                   | 49° 52′ 52″ nord, 5° 28′ 15″ est | 84043-CLT-0005-01   | Image manquanteTéléverser |
| Immeuble sis au hameau de Lahérie |                                    | Lahérie          | Longlier          | 49° 51′ 52″ nord, 5° 28′ 59″ est | 84043-CLT-0011-01   | Image manquanteTéléverser |
| Lavoir de Tronquoy                |                                    |                  |                   | 49° 53′ 17″ nord, 5° 27′ 01″ est | 84043-CLT-0016-01   | Lavoir de Tronquoy        |